# Béla Bartók

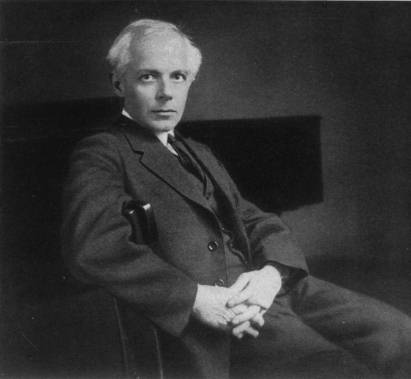
Béla Bartók (1927)

Bronzestandbild an der Place d’Espagne in Brüssel

Béla Bartók ([ˈbeːlɒ ˈbɒrtoːk]; * 25. März 1881 in Nagyszentmiklós, Österreich-Ungarn; † 26. September 1945 in New York City) war ein ungarischer Komponist, Pianist und Musikethnologe und gilt als einer der bedeutendsten Vertreter der Moderne.

## Kurzbiografie
Bartóks Vater, Béla Bartók der Ältere (1855–1888), war Direktor einer landwirtschaftlichen Schule und spielte Cello in einem Amateurorchester. Seine Mutter, Paula Bartók, geborene Voit (1857–1939), war Lehrerin. Bartók hatte eine jüngere Schwester namens Elza (1885–1955). Nach dem frühen Tod des Vaters 1888 übernahm die Mutter allein die Erziehung und gab Bartók den ersten Klavierunterricht. Ab 1893 erhielt er Musik- und Kompositionsunterricht in Pressburg. Ab 1899 studierte Bartók Klavier und Komposition in Budapest. Von 1908 bis 1934 war er Professor für Klavier an der Franz-Liszt-Musikakademie Budapest. 1909 heiratete er Márta Ziegler, mit ihr hatte er den 1910 geborenen Sohn Béla. Die Ehe wurde 1923 geschieden, im selben Jahr heiratete er seine Klavierstudentin Ditta Pásztory. Auch aus dieser Ehe ging 1924 ein Sohn, Péter, hervor. Aus Angst vor der Ausbreitung des Faschismus emigrierte Bartók 1940 in die USA, wo er zunächst nur wenige Aufträge bekam und weitgehend unbekannt war. 1945 starb er nach längerer Krankheit an Leukämie. Zunächst in New York begraben, wurde sein Leichnam 1988 überstellt und im Rahmen eines Staatsbegräbnisses auf dem Farkasréti-Friedhof in Budapest beigesetzt.
Neben dem Komponieren befasste Bartók sich wesentlich mit dem systematischen Sammeln von Volksliedern. Er unternahm dafür weitläufige Reisen durch Ungarn, Rumänien, die Slowakei, Siebenbürgen und den Vorderen Orient und sammelte dabei über 10.000 Lieder, die er phonographierte oder direkt schriftlich fixierte. Er sprach und schrieb mehrere Fremdsprachen, darunter Deutsch, Englisch, Französisch und Russisch. Im Jahr 1916 trat Bartók der Unitarischen Kirche bei, sein Sohn Béla wurde später Präsident der Ungarischen Unitarischen Kirche.

## Kindheit und frühe Jahre
Bartók verbrachte seine Kindheit im Königreich Ungarn des österreichisch-ungarischen Reiches, das durch den Vertrag von Trianon nach dem Ersten Weltkrieg aufgeteilt wurde. Nach dem Tode seines Vaters 1888 lebte Bartók mit seiner Mutter in Nagyszőllős (heute Wynohradiw, Ukraine) und Beszterce (Bistritz), bevor er für die höhere Schule nach Pozsony (Preßburg, heute Bratislava, Slowakei) wechselte. Schon sehr früh fiel Bartóks außergewöhnliche musikalische Begabung und sein absolutes Gehör auf. Die Mutter förderte ihn in musikalischer Hinsicht von frühester Kindheit an. Sie berichtete: „Mit vier Jahren schlug er auf dem Klavier mit einem Finger die ihm bekannten Volkslieder an; vierzig Lieder kannte er, und wenn wir den Textanfang eines Liedes sagten, konnte er das Lied sofort spielen.“
Ebenso früh begann Bartók, wie etwa auch Mozart, mit kleinen Kompositionen. So schrieb Bartóks Mutter weiter: „Als er in der Schule von der Donau hörte, vertonte er den Donaulauf von der Quelle bis zur Mündung ins Schwarze Meer; ich schrieb das, wie auch seine anderen kleinen Stücke, mit seiner Hilfe in Noten auf.“ Mit elf Jahren trat Bartók zum ersten Mal öffentlich auf. Auf einem Wohltätigkeitskonzert in Nagyszöllös spielte er unter anderem einen Satz aus einer Beethoven-Sonate und seinen Lauf der Donau.
Im Alter von zwölf Jahren spielte Bartók in Beszterce bereits Violinsonaten von Beethoven und Mendelssohns Violinkonzert. Früh fiel allerdings auch seine Neigung zu allerlei Krankheiten auf, was ihn ein Leben lang begleiten sollte und auch für seinen frühen Tod verantwortlich war.

## Frühes Schaffen
Später begann Bartók unter dem Liszt-Schüler István Thomán Klavier und unter Hans Koessler Komposition zu studieren. Koesslers Unterricht stieß ihm jedoch schon bald als zu konservativ und verschult auf. An der Königlichen Musikakademie von Budapest lernte er um 1905 Zoltán Kodály kennen. Dieser brachte Bartók auf das systematische Studium der Volksmusik. Fortan arbeitete er mit Kodály zusammen. Diese Tätigkeit hatte nachhaltigen Einfluss auf Bartóks künstlerischen Stil. Bis zu diesem Zeitpunkt hatte er die ungarische Volksmusik vor allem mit der von Roma in den Städten vorgetragenen Musik in Verbindung gebracht, so wie sie etwa von Franz Liszt in den Ungarischen Rhapsodien oder auch von Johannes Brahms in den Ungarischen Tänzen verarbeitet worden war und so diesen Werken internationale Popularität verschafft hatte.
Bald stellte sich heraus, dass es sich hierbei eher um romantisch nachempfundene, neu komponierte Kunstlieder handelte. Bartók dagegen suchte nach der originären Musik der ländlichen Bevölkerung, die er selbst als „Bauernmusik“ bezeichnete. Schon im Jahre 1903 hatte Bartók ein ausführliches Orchesterwerk mit dem Namen Kossuth geschrieben. Dieses Werk fällt in die Phase eines gesteigerten Nationalbewusstseins Bartóks und ist Lajos Kossuth gewidmet, dem Helden der ungarischen Revolution im Jahre 1848. Hier ist noch der populäre, romantische ungarische Stil verarbeitet, der auch von Bartók damals für „original ungarisch“ gehalten wurde. Das rührt daher, dass der Komponist sich in seinem frühen Schaffen stark verpflichtet fühlte, national geprägte ungarische Musik zu schreiben.
Dieses gesteigerte Nationalbewusstsein Bartóks muss im Kontext gesellschaftlicher Strömungen der Zeit gesehen werden. Große Teile der ungarischen Bevölkerung empfanden selbst die nach dem Österreichisch-Ungarischen Ausgleich weitgehend selbstständige Position Ungarns (die nur in Fragen der Außenpolitik und der Streitkräfte mit Österreich koordiniert war) als österreichische Fremdherrschaft. Dementsprechend kam auch die Deutsch-Mode in wohlhabenden Familien nicht gut an, wo es chic war, deutsch zu sprechen (auch Bartók beklagte das in einem Brief) und die übermäßige Orientierung des Kulturbetriebes (u. a. in Budapest) auf Österreich und Deutschland.
Bartók, wie auch viele andere Künstler in ganz Europa, war hinsichtlich der Musik auf der Suche nach einem nationalen Stil. Dieser sollte aus dem Alten, was es noch zu entdecken galt, schöpfen und gleichermaßen etwas Neues schaffen. Während der junge Bartók um 1900 „Nieder mit den Habsburgern!“ auf seine Briefe schrieb, demonstrativ ungarisch gekleidet in der deutschfreundlichen Budapester Musikakademie erschien und mit seinem Schaffen zeitlebens „der ungarischen Nation, der ungarischen Heimat dienen“ wollte (so in einem Brief von 1903), war ihm später an bloßer „Ungar-Tümelei“ nicht mehr gelegen. Vor allem durch seine intensiv betriebenen musikethnologischen Forschungen vor allem in Osteuropa, aber auch in der Türkei und nordafrikanischen Ländern, erkannte er, wie wenig regionale Kulturen auf Nationalität zu beschränken sind und in welcher gegenseitigen Einflussnahme sie schon immer standen. In einem Brief an seinen rumänischen Freund Octavian Beu aus dem Jahr 1931 heißt es: „Meine eigentliche Idee […] ist die Verbrüderung der Völker […] Dieser Idee versuche ich […] in meiner Musik zu dienen“.

## Einflüsse auf Bartóks Musik
Die Musik von Richard Strauss, den Bartók im Jahre 1902 bei der ungarischen Erstaufführung von Also sprach Zarathustra in Budapest traf, hatte zunächst großen Einfluss auf sein Schaffen hinsichtlich Orchestermusik. Der romantische Überschwang erschien ihm jedoch bald als nicht mehr zeitgemäß. Einen bleibenderen Eindruck hinterließ dagegen die Musik von Franz Liszt.
Besonderen Einfluss übte die Volksmusik bzw. das Volkslied aus. Gerade ihre Schlichtheit und bisweilen raue Direktheit faszinierten Bartók. Daneben sah er in der Verwendung diatonischer Tonformeln jenseits des Dur-Moll-Systems (beispielsweise aus dorischen, mixolydischen Tonleitern) oder der Pentatonik, wie sie die originäre Volksmusik fast überall aufweist, einen kreativen Anschub in Richtung eines neuen, eigenen harmonischen Stils. Nie hat die Inspiration durch die Volksmusik oder archaische Tonalitäten bei Bartók zu einem schlichten Folklorismus geführt. Wie viele andere Komponisten des 20. Jahrhunderts war er auf der Suche nach einer Tonsprache, die zwar einen Neubeginn gegenüber der Musik der Romantik markieren sollte, dabei aber nicht Traditionen negieren wollte. Von der Zwölftonmusik hielt Bartók daher wenig. Neben der bereits erwähnten Pentatonik und Diatonik verwendete er auch die Bitonalität und legte großen Wert auf rhythmische Vielfalt (wie auch Igor Strawinsky). So hatten Orchester seiner Zeit anfangs große Schwierigkeiten mit von Bartók komponierten, wiederum der Volksmusik entlehnten, ungeraden Rhythmen.
Für seine Klaviermusik war neben der frühen Abkehr von der romantischen Klang- und Ausdruckswelt wichtig, dass das Klavier nicht mehr ein Melodie-, sondern ein Rhythmusinstrument mit neuartigen Klangfarben und -mischungen darstellte. Auch die Musik französischer Komponisten, wie etwa Claude Debussy und Maurice Ravel, hatte starken Einfluss auf Bartók. Impressionistische Klangfarben hat er danach in der Musik für Saiteninstrumente, Schlagzeug und Celesta eingesetzt. Volksmusik findet sich explizit in der Tanzsuite oder auch im 1. Streichquartett verarbeitet.

## Bartóks berufliche Entwicklung
Bartók war ein ausgezeichneter Pianist und strebte zunächst auch eine Karriere als solcher an. Doch schon 1907 bekam er von der Königlichen Akademie eine Anstellung als Professor. Dies machte es ihm möglich, in Ungarn zu bleiben, anstatt als Pianist Tourneen durch Europa unternehmen zu müssen. Zu seinen Schülerinnen und Schülern zählten unter anderen Fritz Reiner, Irma Schaichet, Sir Georg Solti, György Sándor, Ernö Balogh und Lili Kraus.
In die Jahre 1907/08 fällt mit dem 1. Violinkonzert die Komposition eines der wohl persönlichsten Werke Bartóks. Damals hatte ihn eine unglücklich verlaufende Liebe zu der knapp 20-jährigen Violinistin Stefi Geyer erfasst. Er widmete ihr sein erstes Violinkonzert und schenkte ihr die Partitur. Geyer spielte das Konzert nie öffentlich und hielt das Manuskript beinahe ein halbes Jahrhundert unter Verschluss. Während dieser Zeit bekam niemand die Partitur zu Gesicht, sie galt zeitweise als verschollen. Wenige Jahre vor ihrem Tod beschloss Stefi Geyer, dass das Werk nach ihrem Tod aufgeführt werden solle, und vertraute ihr Geheimnis Paul Sacher an. Geyer starb 1956. Die Partitur wurde Paul Sacher, dem Leiter des Basler Kammerorchesters und späteren Kunstmäzen, mit dem Bartók seit den 1930er Jahren engen Kontakt hielt, überreicht. Das wiederum brachte ein merkwürdiges Zusammentreffen ans Licht: Das Stefi-Motiv Bartóks aus drei Terzen [D–Fis–A–Cis] war identisch mit einem zentralen Motiv in Willy Burkhards 1943 vollendetem, Geyer und Sacher zugeeigneten, Violinkonzert. 1958 wurde schließlich Bartóks Violinkonzert uraufgeführt.
Für den Dienst in der k. u. k. Wehrmacht war Bartók untauglich. Jedoch war er von 1915 bis 1918 gemeinsam mit dem Dirigenten und Komponisten Bernhard Paumgartner in der Musikabteilung des Kriegspressequartiers des k. u. k. Kriegsministeriums unter anderem für das Sammeln von Soldatenliedern zuständig. Bartók arbeitete in Budapest und war für den transleithanischen Teil der Doppelmonarchie der Habsburger zuständig, während Paumgartner in Wien arbeitete und für den cisleithanischen Teil zuständig war. Gemeinsam gaben sie für die k. u. k. Wehrmacht ein Liederbuch für Soldaten heraus, das mehrere Auflagen erlebte. Bartóks Mitarbeiter in der Musikabteilung in Budapest war sein Freund und Komponist Zoltán Kodály.
Im Jahr 1909 heirateten Bartók und Márta Ziegler. Ihr Sohn Béla junior wurde 1910 geboren. 1911 schrieb Bartók seine einzige Oper Herzog Blaubarts Burg, die er seiner Frau widmete. Dieses Werk war sein Beitrag zu einem Wettbewerb, der von der ungarischen königlichen Kommission für Schöne Künste ausgeschrieben war. Doch diese wies das Werk mit der fadenscheinigen Begründung, es sei unspielbar, zurück. Hinter dieser Begründung steckte der Konservatismus des Hauses Habsburg und damit wohl auch eine Angst vor Neuem. Neu war wohl vor allem die ungewohnte Dramaturgie: Der vergleichsweise kurze Einakter (Spielzeit etwa 60 Minuten) ist im Grunde ein fortwährender Dialog nur zweier Figuren (Blaubart und Judith). Auch fällt die, für Verhältnisse der Oper, schlichte Art zu singen auf: Diese ist bisweilen liedhaft und stark geprägt von den Eigenheiten der ungarischen Prosodie. Bis 1918 war die Oper kein einziges Mal aufgeführt worden, als die königliche Regierung Bartók unter Druck setzte, den Namen des Librettisten Béla Balázs aus politischen Beweggründen aus dem Programm zu entfernen. Bartók weigerte sich und ließ die Uraufführung ins Wasser fallen. Am 24. Mai 1918 wurde das Werk schließlich unter großem Beifall aufgeführt. Den Rest seines Lebens stand Bartók der ungarischen Regierung kritisch gegenüber. 1919 trat Bartók dem Musikdirektorium der Ungarischen Räterepublik bei, dem auch Zoltán Kodály angehörte.
Aus seiner Enttäuschung über die Kommission für Schöne Künste komponierte er in den nächsten zwei, drei Jahren weniger und konzentrierte sich verstärkt darauf, eine Sammlung ungarischer Volkslieder aufzubauen. Als hauptsächliches Resultat ging daraus 1922/1923 Das ungarische Volkslied (Originaltitel: A magyar népdal, auch auf Deutsch und Englisch erschienen) hervor. Hierbei handelt es sich jedoch nicht um einen bloßen Sammelband ungarischer Volksmelodien und -texte, sondern um einen wissenschaftlich orientierten Versuch einer Systematisierung von Melodien nach Typen, ungefährem Alter und regionalem Auftreten. Dazu griff Bartók auf einen gewaltigen Schatz von ca. 3000 Melodien und Texten zurück, die überwiegend von ihm selbst, aber auch durch andere Forscher direkt der ländlichen Bevölkerung abgehört wurden. Während dieser Feldforschungen wurden die Melodien entweder phonographiert und später transkribiert oder direkt vor Ort in Notenschrift gebracht. Die Sammlung von Volksliedern und die Transkription seiner phonographischen Aufnahmen war für Bartók eine Aufgabe von größter Wichtigkeit: er erkannte die regionalspezifischen Volkslieder und deren mündliche Überlieferung als gefährdet (u. a. durch technologische Entwicklungen wie Aufnahmetechnik und Radio); des Weiteren waren seine phonographischen Aufnahmen auf Wachszylindern einem relativ schnellen physischen Verfall preisgegeben. Bei der Transkription bediente sich Bartók Techniken wie verlangsamtem Abspielen, um Details in der Ausführung notieren zu können.

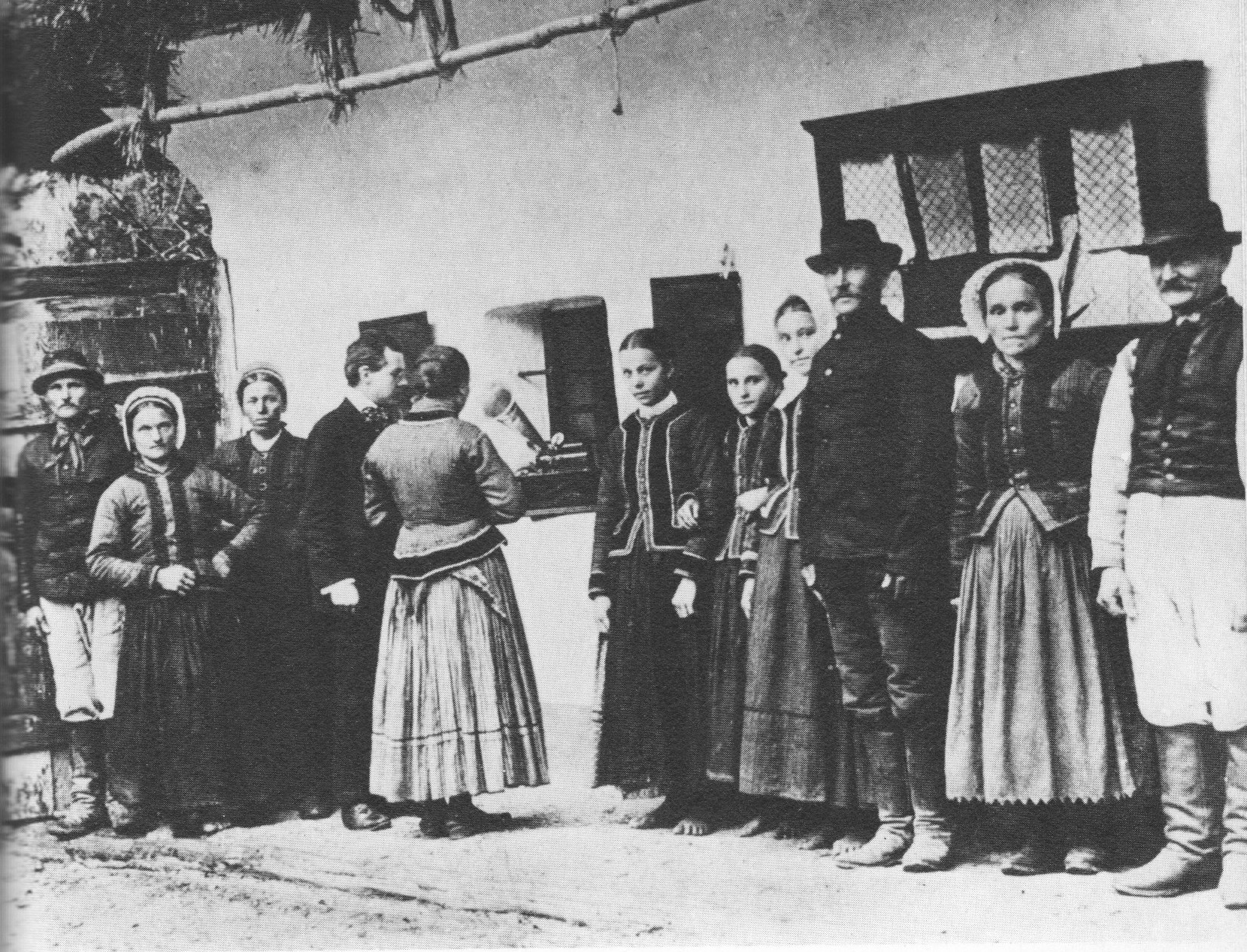
Bartók phonographiert Volkslieder (1907)

Abgesehen vom Gebiet des damaligen Ungarn, einschließlich großer Gebiete, die seit 1920 zu Rumänien, der Tschechoslowakei und Serbien gehören, führten Bartóks Forschungsreisen weiter auf den Balkan, nach Russland sowie in das Osmanische Reich und Nordafrika. Auf seiner Reise in der Türkei zwang ihn der Ausbruch des Ersten Weltkrieges diese sowie vorerst auch weitere Expeditionen auf der Suche nach Volksliedern einzustellen. Bartók widmete sich wieder vermehrt dem Komponieren. Aus dieser Phase seines künstlerischen Schaffens gingen das Ballett Der holzgeschnitzte Prinz (1914–1916) und sein 2. Streichquartett (1915–1917) hervor. Durch den holzgeschnitzten Prinz kam Bartók zu Weltruhm.
Anschließend arbeitete Bartók an einem weiteren Ballett, Der wunderbare Mandarin, das in seiner expressiven Tonsprache Parallelen zu Igor Strawinsky aufweist. Obwohl Bartók die Arbeit daran im Jahre 1918 begann und 1924 abschloss, wurde das Ballett bis 1926, wohl vor allem aufgrund seines anstößigen Sujets – Prostitution, Räuberei und Totschlag – nicht aufgeführt. Nach der Uraufführung im November 1926 in Köln ließ der damalige Kölner Bürgermeister Konrad Adenauer aufgrund sittlicher Bedenken weitere Aufführungen verbieten.
Bartók ließ sich 1923 von Márta scheiden und heiratete seine Klavierstudentin Ditta Pásztory. Bartóks zweiter Sohn Péter wurde 1924 geboren. Für Péters Musikunterricht komponierte Bartók eine sechsbändige, nach Schwierigkeitsgraden abgestufte Sammlung von Klavierwerken, die als Mikrokosmos bis heute im Klavierunterricht verwendet wird.

## Emigration und spätere berufliche Laufbahn
Aufgrund des Ausbruchs des Zweiten Weltkrieges und der sich sukzessive verschlechternden politischen Lage in Europa war Bartók geneigt, Ungarn zu verlassen. Er verurteilte den Nationalsozialismus aufs Schärfste. Nachdem die Nationalsozialisten in Deutschland die Macht übernommen hatten, weigerte er sich, weiterhin in Deutschland aufzutreten, und wandte sich von seinem in Deutschland ansässigen Verleger ab. Das in der ungarischen „Az Est“ verbreitete Gerücht, Bartók hätte den italienischen und deutschen Radiosendern verboten, seine Stücke aufzuführen, wies er energisch zurück („Ich habe mit Staunen gesehn, dass diese dumme und ganz falsche Nachricht einer unserer Blätter ihren Weg sogar in’s Ausland gefunden hat“). Als 1938 die Regierung Ungarns auf Wunsch des NS-Staats „Judengesetze“ erließ, unterzeichneten 61 Prominente Ungarns medienwirksam, aber erfolglos einen Protest dagegen. Zu ihnen gehörten neben Béla Bartók auch Zoltán Kodály und Zsigmond Móricz. Seine liberalen Ansichten brachten ihn in große Schwierigkeiten mit dem rechtsradikalen Ungarn. Die Angst, dass sein Heimatland eine deutsche Kolonie werden könnte, trieb Bartók „weg aus der Nachbarschaft dieses verpesteten Landes“ und veranlasste ihn 1940 zu einem „Sprung ins Ungewisse aus dem gewussten Unerträglichen“. Im August 1939, kurz vor Kriegsausbruch, hielt er sich im schweizerischen Saanen als Gast von Paul Sacher auf, in dessen Auftrag er sein letztes Streichquartett und ein Divertimento für Streichorchester schrieb. Nachdem er bereits seine Manuskripte in die USA geschickt hatte, emigrierte er im Oktober 1940 zusammen mit seiner Frau nach Amerika. Péter folgte ihnen zwei Jahre später. Sein Sohn Béla hingegen blieb in Ungarn.
Bartók war als Komponist in Deutschland zwar nicht verboten, jedoch wurde es nicht gerne gesehen, wenn seine Werke aufgeführt wurden. Es ist wenig bekannt, dass der Dirigent Hans Rosbaud noch 1943 für den Reichssender Frankfurt einige kleine Orchesterwerke mit dessen Orchester aufnahm. Im Archiv des Hessischen Rundfunks hat sich ein Tondokument erhalten, das anlässlich eines „Tages der offenen Türe“ Ende der 90er Jahre ausgestellt wurde. (Eine besondere Art von Schallplatten, die für Rundfunksendungen verwendet wurde.) Auch Oswald Kabasta hat immer wieder seine Werke auf die Programme der Münchner Philharmoniker gesetzt.
Bartók fühlte sich in den USA fremd und empfand es als schwierig, weiterhin zu komponieren. Auch kannte man ihn in den USA kaum. An seinen Werken bestand nur geringes Interesse, obwohl sich sein ungarischer Landsmann, der ebenfalls in die USA emigrierte Pianist Andor Földes, in seinen Konzerten immer wieder für das Werk Bartóks einsetzte. Bartók und seine Frau gaben Klavierunterricht, auch Konzerte, und waren zeitweilig mit einer Forschungsarbeit über serbische Volkslieder beschäftigt. An der Harvard University hielt Bartók einige Vorlesungen (die Harvard Lectures), unter anderem über das Komponieren im 20. Jahrhundert. Diese sind an der Harvard University als Tonaufnahmen dokumentiert und in verschiedenen fachlichen Publikationen in Ausschnitten als Abschriften zitiert. Dennoch war die finanzielle Lage der Familie ebenso wie Bartóks Gesundheit in einem bedenklichen Zustand. Die Diagnose seiner fortschreitenden Leukämie-Erkrankung, die u. a. zu ständigem Fieber führte, wurde ihm von seinen Ärzten bis zuletzt verheimlicht, wiewohl er den Ernst seines Zustandes erahnte.

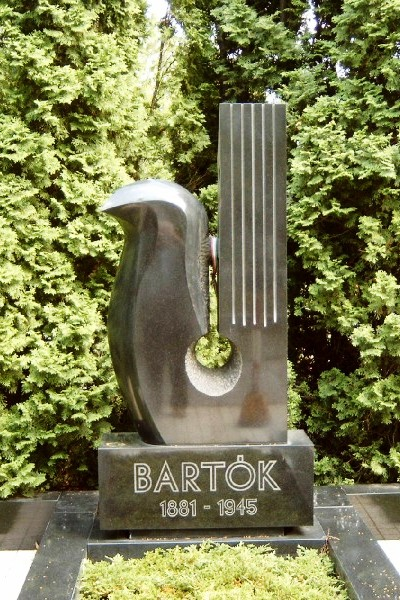
Bartóks Grab, Farkasréti temető, Budapest

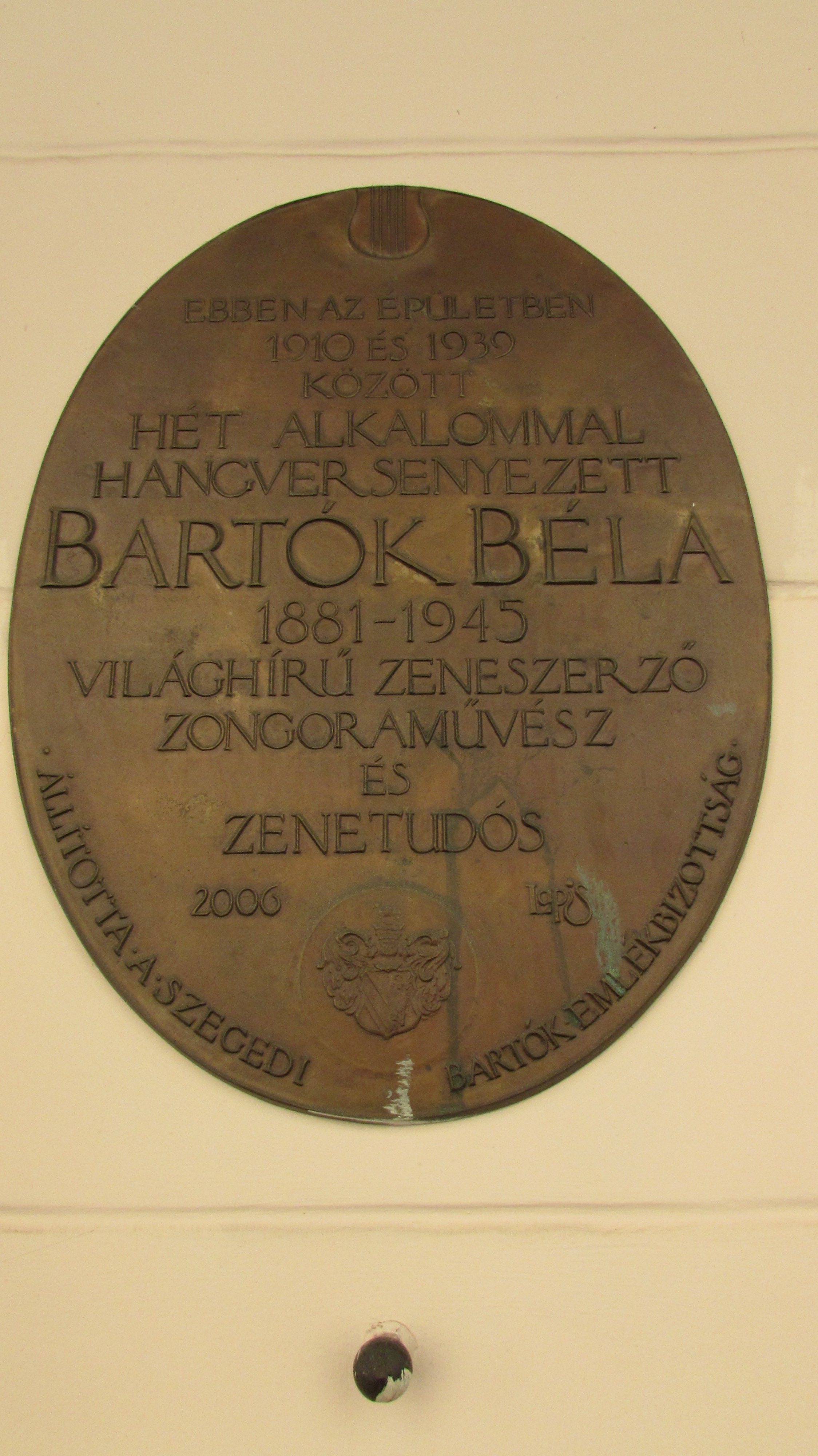
Erinnerungs-Plakette in Szeged

Ab dem Jahr 1943 gab es nochmals eine letzte Aufhellung in Bartóks von Krankheit und Geldnot geprägtem Leben in den USA. Die amerikanische Vereinigung der Komponisten, Autoren und Verleger (ASCAP) ermöglichte ihm eine Heilbehandlung und Kur. Sergei Kussewizki beauftragte ihn mit einem Orchesterwerk und bot ihm einen Scheck über 1000 Dollar, den Bartók anfangs aus Angst, er könne das Werk nicht fertigstellen, ablehnte. Yehudi Menuhin wünschte eine Violinsonate, William Primrose ein Konzert für Bratsche und sein Verleger, Ralph Hawkes, ein 7. Streichquartett.
Die Auftragsarbeit für Sergei Kussewizki, das Konzert für Orchester, wurde das vielleicht bekannteste Werk Bartóks, welches er nach einer dreijährigen Schaffenspause in drei Monaten, von August bis Oktober 1943, fertigstellte. Bartók fand so noch einmal einige Kraft zum Komponieren und begann darauf mit seinem kühlen und fast neo-klassizistischen 3. Klavierkonzert, dem Bratschenkonzert und seinem 7. Streichquartett. Die Arbeiten gerieten aber zu einem Wettlauf mit dem Tod. Das Bratschenkonzert blieb unvollendet und wurde später von seinem Schüler Tibor Serly vervollständigt. Die Arbeit am 7. Streichquartett brach jedoch bereits nach einigen Takten ab.
Bartóks Wohnung befand sich in den letzten Jahren seines Lebens in Manhattan, im Viertel Hell’s Kitchen, 309 West 57th Street. Dort starb er am 26. September 1945 an Leukämie. An dem Haus wurden später eine englischsprachige Gedenktafel und eine Bronzebüste angebracht.
Der Komponist wurde zunächst auf dem Ferncliff-Friedhof in Hartsdale (New York) beigesetzt. Erst 1988, angesichts des politischen Tauwetters in Ungarn, konnten die sterblichen Überreste nach Budapest überführt und dort am 7. Juli 1988 im Rahmen eines Staatsbegräbnisses auf dem Friedhof Farkasrét beigesetzt werden.

## Musikalische Bedeutung

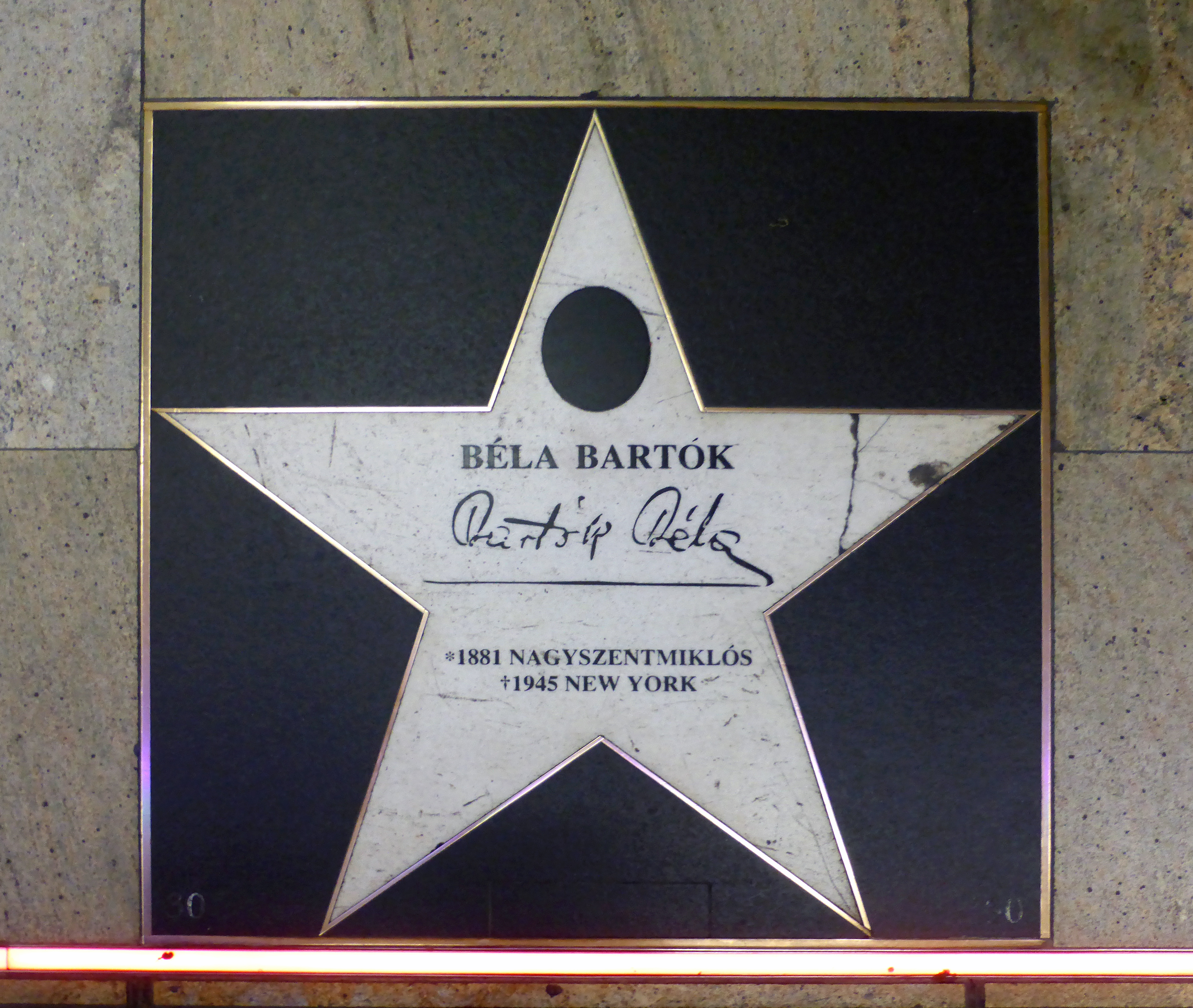
Musik Meile Wien

Bartók gilt als einer der bedeutendsten Komponisten des 20. Jahrhunderts, ohne dass er der musikalischen Avantgarde zugerechnet wird, zu der Komponisten wie Charles Ives, Edgar Varèse, Arnold Schönberg, Anton Webern, Alexander Wassiljewitsch Mossolow und Olivier Messiaen gehören. Seine Musiksprache bezieht die ungarische Volksmusik ein, verbindet sie aber mit Errungenschaften der Musikmoderne. So verwendet Bartók alle zwölf Töne und bewahrt gleichzeitig einen modalen Charakter. Besonders im Bereich der Kammermusik zählen die Kompositionen Bartóks zu den bedeutendsten in der Musik der ersten Hälfte des 20. Jahrhunderts; so etwa die Streichquartette, die Violinsonaten oder die Sonate für Violine allein.
Bemerkenswert ist darüber hinaus, dass Bartók didaktische Werke komponierte, die sich nicht nur für den Instrumentalunterricht, sondern auch für den Konzertsaal oder Tonaufnahmen eignen. Das gilt insbesondere für die Duos für zwei Violinen und Stücke aus dem Mikrokosmos für Klavier. So wurden die Duos für zwei Violinen von Weltklasse-Geigern wie Itzhak Perlman und Pinchas Zukerman im Konzertsaal dargeboten sowie auch im Tonstudio eingespielt. Hier stehen Stücke, die spieltechnisch zu den einfachsten der Violin-Literatur gehören, musikalisch auf annähernd gleicher Höhe wie die spieltechnisch schweren Werke der Konzert-Literatur für Violine.
Bartóks Klavierstück Allegro barbaro wurde in der Adaption der Musikgruppe Emerson, Lake and Palmer auf deren Debütalbum weiteren Hörerkreisen bekannt.
Einige Jahre nach Bartóks Tod begann die Filmindustrie, sich für seine Werke zu interessieren, und so wurden ab den 1950er Jahren immer wieder einige seiner Stücke für Kino- und TV-Produktionen als Filmmusik verwendet, beispielsweise der 3. Teil der Musik für Saiteninstrumente, Schlagzeug und Celesta in Stanley Kubricks Shining (1980).
Bereits 1935 wurde ihm die Ehrenmitgliedschaft der International Society for Contemporary Music ISCM gewährt. Die ISCM-Weltmusiktage prägte er als Komponist nachhaltig. Nacheinander wurden dort 1923 die Sonate Nr. 2, 1925 die Tanzsuite, 1927 das 1. Klavierkonzert, 1934 die Rhapsodie Nr. 1, 1936 das 5. Streichquartett, 1938 die Sonate für 2 Klaviere und Schlagzeug, 1942 das Divertimento für Streichorchester, 1946 das Konzert für Orchester und 1957 wie 1965 Contrasts aufgeführt. Des Weiteren waltete Bartók bei den ISCM World Music Days 1924 als Juror und trat in den Festivals von 1927 und 1938 auch als Pianist auf.
Im Jahr 1984 wurde Bartók postum wegen seiner besonderen Bedeutung in der Musik mit dem Grammy Trustees Award ausgezeichnet.
Der am 12. März 1988 entdeckte Asteroid (4132) Bartók wurde 1989 nach ihm benannt. Gleiches gilt seit 1961 für den Bartók-Gletscher in der Antarktis.

## Werke
Das Bartók-Archiv befindet sich im Palais Erdődy-Hatvany in Budapest.
Werkverzeichnisse
Op.: Béla Bartók legte mehrere eigene Werkverzeichnisse an. Er gab seinen frühen Werken, die zwischen 1890 und 1894 komponiert wurden, die Opusnummern 1–31. Mit der Komposition der Klaviersonate im Jahr 1894 begann er wieder bei 1 und gab Opuszahlen bis 21, bevor er aufhörte. Mit der Rhapsodie für Klavier (1904) begann Bartok zum letzten Mal mit der Vergabe von Opuszahlen, diesmal jedoch nur für Werke, die er als Hauptwerke betrachtete. Nachdem die Violinsonate Nr. 1 (1921) Op. 21 erhalten hatte, hörte Bartok auf, seinen Werken Opusnummern zuzuweisen.
DD: Thematisches Verzeichnis der Jugendwerke Béla Bartóks (1974) von Denijs Dille, in dessen Buch sein Katalog von Bartoks frühen Werken erschien, der alle zwischen 1890 und 1904 entstandenen Werke Bartóks enthält.
Sz: (Szőllősy-Verzeichnis) Dies ist immer noch das am weitesten verbreitete System zur Katalogisierung von Bartoks Werken.
BB: Das Béla-Bartók-Werkverzeichnis von László Somfai ist der neueste Katalog von Bartóks Werken und enthält einen chronologischen Index mit den BB-Nummern 1–129. Es ist damit umfangreicher als das Szőllősy-Verzeichnis, enthält aber auch nicht alle im DD-Verzeichnis aufgeführten Werke.
| - 1911: Herzog Blaubarts Burg (A kékszakállú herceg vára). Oper in einem Akt. Libretto: Béla Balázs. UA 24. Mai 1918 Budapest (Königliches Opernhaus) - 1914–1916: Der holzgeschnitzte Prinz (A fából faragott királyfi). Tanzspiel in einem Akt. Libretto: Béla Balázs. UA 12. Mai 1917 Budapest - 1918–1923 (rev. 1924 und 1926–31): Der wunderbare Mandarin (A csodálatos mandarin). Tanzpantomime. Libretto: Menyhért Lengyel. UA 27. November 1926 Köln - 1903: Kossuth. Symphonische Dichtung für Orchester - 1905: Scherzho (op. 2), UA posthum - 1905–1907: Zwei Suiten für Orchester (op. 3 & 4) - 1907–1908: Zwei Porträts für Orchester (Két kép) - 1923: Tanz-Suite - 1936: Musik für Saiteninstrumente, Schlagzeug und Celesta UA 21. Januar 1937 Basel - 1939: Divertimento für Streichorchester UA 11. Juni 1940 Basel - 1943: Konzert für Orchester UA 1. Dezember 1944 Boston - 1905: Rhapsodie für Klavier und Orchester - 1907–1908: 1. Violinkonzert, UA 30. Mai 1958 Basel - 1926: 1. Klavierkonzert UA 1. Juli 1927 Frankfurt/M. - 1928: 2 Rhapsodien für Violine und Orchester - 1930–1931: 2. Klavierkonzert, UA 23. Januar 1933 Frankfurt/M. - 1937–1938: 2. Violinkonzert, UA 23. März 1939 Amsterdam - 1940: Konzert für zwei Klaviere, Schlagzeug und Orchester, UA 14. November 1942 London - 1945: 3. Klavierkonzert, UA 8. Februar 1946 Philadelphia 1946 (posthum) - 1945: Bratschenkonzert UA 2. Dezember 1949 Minneapolis (posthum) - 1908: 1. Streichquartett - 1915–1917: 2. Streichquartett - 1921: 1. Sonate für Violine und Klavier - 1922: 2. Sonate für Violine und Klavier - 1927: 3. Streichquartett - 1928: 4. Streichquartett - 1931: 44 Duos für zwei Violinen | (Fortsetzung Kammermusik) - 1934: 5. Streichquartett - 1937: Sonate für 2 Klaviere und Schlagzeug - 1938: Kontraste für Violine, Klarinette und Klavier - 1939: 6. Streichquartett - 1944: Sonate für Violine solo - 1900: 4 Klavierstücke - 1908: 14 Bagatellen - 1908: Für Kinder. 85 Stücke nach ungarischen und slowakischen Volksliedern - 1911: Allegro barbaro - 1913: 18 leichte Stücke - 1915: 6 rumänische Volkstänze - 1916: Suite op. 14 - 1914–1918: 15 ungarische Bauerntänze - 1926: 9 kleine Klavierstücke - 1926: Im Freien (Szabadban) - 1926: Klaviersonate - 1926–1937: Mikrokosmos. 153 Stücke - ca. 1900: Dorfszenen - 1898 ff.: Lieder mit Klavier - 1912: 4 alte ungarische Volkslieder für gemischten Chor - 1924: Dorfszenen – Sammlung von fünf Werken für Singstimme und Klavier - 1930: Cantata profana – Die Zauberhirsche für Tenor, Bariton, Doppelchor und Orchester - 1935: Aus alten Zeiten für dreistimmigen gemischten Chor - 1924: Das Ungarische Volkslied - 1923: Die Volksmusik der Rumänen von Maramuresch - 1935: Die Melodien der rumänischen Colinde - 1936: Warum und wie wir Volksmusik sammeln. - 1937: Volksliedforschung und Nationalismus |